# Manuel Merino
Pour les articles homonymes, voir Merino.
Manuel Arturo Merino de Lama, né le 20 août 1961 à Tumbes, est un homme d'État péruvien, président du Congrès de la république du Pérou de mars à novembre 2020, et éphémère président de la république du Pérou du 10 au 15 novembre 2020. 
Il devient président à la faveur de la destitution controversée de Martín Vizcarra. Sous la pression de la rue, de la communauté internationale et de l'armée, il démissionne cinq jours après son entrée en fonction.

## Biographie

### Débuts
Né à Tumbes, au nord du Pérou, Manuel Merino est un homme d'affaires ayant fait des études d'agronomie. En parallèle de ses activités liées au secteur agricole et d'élevage de sa région, il exerce une carrière politique au sein du parti centriste Action populaire (AP), qu'il intègre en 1979.

### Parcours politique

#### Parlementaire
En 2001, Merino est élu une première fois au Congrès de la République en représentation de Tumbes. Il exerce cette fonction jusqu'en 2006 et se distingue en tant que président de la Commission à la protection des consommateurs.
Il est réélu une deuxième fois en 2011, toujours au sein de l'AP en alliance avec le parti Pérou possible d'Alejandro Toledo, et assume le poste de vice-président du Congrès jusqu'en 2012. Il préside ensuite la Commission au logement en 2012 et 2013 et occupe la vice-présidence du Parlement amazonien entre 2011 et 2013.
Merino revient une nouvelle fois au Congrès à la suite des élections législatives de 2020 convoquées par le président Martín Vizcarra qui avait dissous le Congrès précédent en septembre 2019. Il est d'ailleurs nommé président du Congrès le 16 mars 2020 et déclare à cette occasion que le Congrès devrait « regagner et renforcer la confiance du public », et que les élus devaient « montrer l'exemple et avoir une attitude responsable, transparente et efficace ».
Cependant, la crise politique générée par la confrontation entre les pouvoirs exécutif et législatif se poursuit et Merino devient l'un des principaux promoteurs de la première tentative de destitution du président Martín Vizcarra en septembre 2020. Celui-ci est accusé de corruption à la suite de la diffusion d'un enregistrement le mettant en cause dans un contrat de complaisance supposé d’un chanteur. Le Congrès ouvre alors une procédure de destitution le 11 septembre 2020. Vizcarra échappe à la destitution le 18 septembre, la motion recueillant seulement 32 votes favorables sur les 87 nécessaires. 
Une nouvelle procédure est enclenchée en novembre à la suite des témoignages de plusieurs hommes d’affaires, qui ont affirmé devant la justice avoir versé en 2014 des pots-de-vin à Martín Vizcarra. Il est finalement destitué par le parlement le 9 novembre 2020 avec 105 voix pour, 19 contre et 4 abstentions. Néanmoins, cette décision est dénoncée par une large partie de la population, hostile au Parlement qui est accusé de « coup d'État ». Vizcarra était devenu très populaire auprès de la population en tant que héraut de la lutte contre la corruption. La destitution est également mal accueillie par les organisations patronales, qui attendait du gouvernement qu'il se concentre sur le redémarrage de l'économie dans le contexte de la crise provoquée par la pandémie de Covid-19. D'après le professeur de science politique Kevin Parthenay, la destitution de Martín Vizcarra répond également à des motifs politiques : « Il existait une opposition très forte entre Martín Vizcarra et Manuel Merino, et il y avait une véritable volonté de casser l’exécutif depuis le Parlement. »

#### Éphémère président de la République
Le 10 novembre 2020, la fonction de président de la République revient à Manuel Merino en tant que président du Congrès. Il promet un gouvernement de transition consensuel et appelle à l'unité nationale. Dans la foulée, il constitue un gouvernement à majorité conservatrice et soutenu par les parties les plus corrompues du pays.  Sa prise de pouvoir a créé un contexte de manifestations hostiles dans tout le pays. Merino est notamment accusé par la société civile et les journaux de gauche d'être la marionnette des partis corrompus et au premier titre, le parti Fuerza Popular,,   
L'annonce de la destitution de Vizcarra mène en effet dans les jours qui suivent à des manifestations de grande ampleur — les plus grandes au Pérou depuis deux décennies — dans la capitale et les principales villes du pays,,. Trois personnes au moins sont tuées lors d'une manifestation brutalement réprimée par la police le 14 novembreavec notamment l'usage en tir tendu et au niveau de la tête de fusils chargés avec des billes de métal ou de verre souvent par les journaux avec des plombs de chasse. 
Merino n'est par ailleurs pas reconnu par la majorité des gouvernements voisins, la décision du parlement de destituer Vizcarra sur la base d'accusations couvertes par l’immunité présidentielle étant jugée inconstitutionnelle.
Le Congrès l'appelle à démissionner immédiatement le 15 novembre, ce qu'il fait le jour même,. Quelques heures avant, les ministres du Logement, de l'Énergie, de l'Éducation, de la Santé, du Tourisme, de la Justice, de la Culture, ainsi que celle des Femmes, avaient présenté leur démission. 
Francisco Sagasti est élu président du Congrès dès le lendemain. Il aura une présidence respectée par les organismes internationaux et les organes prodémocratie.